# 吉田恵 (キャスター)
𠮷田 恵（よしだ けい、1976年6月5日-）は、日本の女性タレント、ニュースキャスターである。セント・フォース所属。
「吉」の正確な表記は「」（「土」の下に「口」、つちよし）である。

## 人物
愛知県名古屋市出身。聖霊中学校・高等学校を経て、清泉女子大学文学部英文科卒業。
芸能事務所に所属するタレントとしてテレビ出演しており複数のテレビ局の番組への出演歴があるもののフジテレビジョンとの関係が深かった。
また、吉田はアロマテラピー関係の各種資格も取得しており、お天気キャスターとしての出演時には、その時々の気候に応じてのアドバイスも伝えていた。

### 経歴
大学3年に在学中、1997年（平成9年）度の『ミス清泉女子大学』に選ばれた。
大学を卒業した1999年（平成11年）4月、テレビの情報番組 『めざましテレビ』（フジテレビ）にお天気キャスターとしての出演することになりテレビデビュー。『めざましテレビ』には2002年（平成14年）9月まで出演し、そのほかCM出演、テレビ朝日系『隠れ家ごはん!〜メニューのない料理店〜』のレギュラー出演などを務めた。

## 家族
吉田の祖父・吉田幾太郎は名古屋市の東枇杷島で家業を引き継いで青果流通業の「名古屋青果株式会社」を設立した人物で、名古屋音楽学校の共同創立者でもある。
吉田の父・吉田雅樹は名古屋音楽学校の校長と名古屋青果の取締役副社長とを兼務している。

## 出演番組
- めざましテレビ
  - お天気キャスター（1999年4月1日 - 2002年3月29日）
  - 情報キャスター（2002年4月1日 - 9月27日）
- 隠れ家ごはん!〜メニューのない料理店〜（2002年4月7日 - 2004年3月28日）
- 週刊なびTV（NHK BS2）
- 新報道2001（フジテレビ、2008年10月5日 - 2016年2月7日）

## CM
- 東京三菱銀行
- 佐藤製薬 リングルアイビー
- NTTドコモ九州 夏のドコモフェア
- 省エネルギーセンター
- 日本スポーツ振興くじ toto
- ツムラ クールバスクリン
- インフォマーシャル「吉田恵のごはんで健康」（テレビ朝日「いまどき!ごはん」枠内2004年4月4日 - 2005年3月27日）

## 脚註
1. ↑  Unicodeでは U+20BB7、「𠮷」。
2. ↑  同じ事務所(セント・フォース)に所属する杉崎美香や皆藤愛子などにも同様の傾向があった。現在はそのような慣例は少なくなっている。
3. ↑  “名古屋青果(株) - マイナビ2013”. 2013年1月13日時点のオリジナルよりアーカイブ。2012年4月30日閲覧。
4. ↑  “名古屋音楽学校について 創始の精神”. 2011年12月25日時点のオリジナルよりアーカイブ。2012年4月30日閲覧。
5. ↑  才能に魅せられて♪｜吉田恵のオフィシャルブログ『Kay's Diary』
6. ↑  会社概要｜名古屋青果株式会社
7. ↑  “しらかわホール音楽情報誌 ムジかる MUSICA+CULTURA vol.11 2008 Spring”. 2013年5月22日時点のオリジナルよりアーカイブ。2012年4月30日閲覧。